# 奧維迪奧波爾區

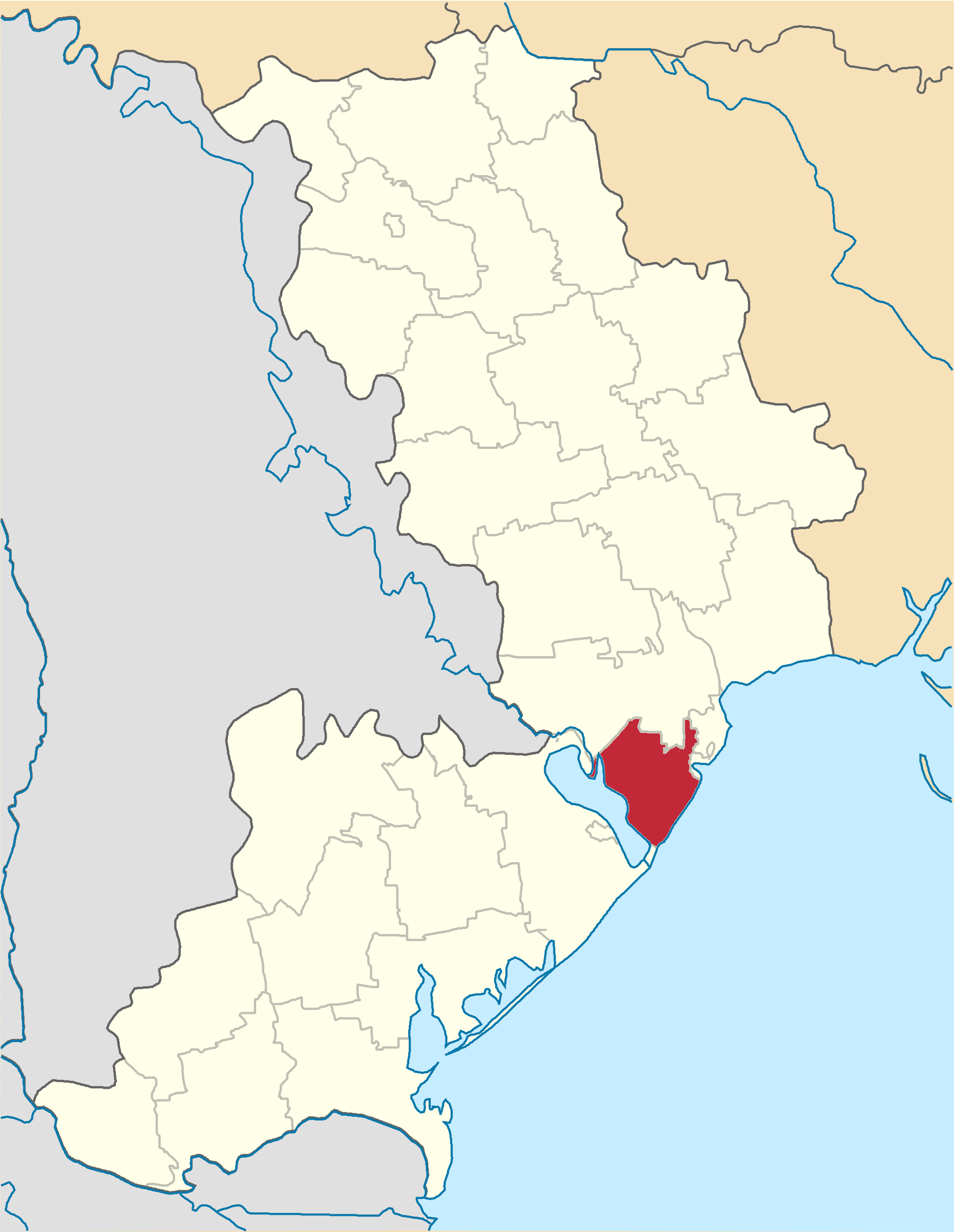
撤销前奧維迪奧波爾區在敖德萨州的位置

奧維迪奧波爾區（羅馬化：Ovidiopolskyi raion）是烏克蘭西南部敖德薩州的一個旧區，行政中心为奧維迪奧波爾，面積815平方公里，2013年人口74,620，人口密度每平方公里91.56人。
该区在2020年7月18日的乌克兰行政区划改革中被撤销，改革后敖德萨州下分为7个区，奧維迪奧波爾區合并至敖德萨区。